# Михайлівка (Валківська міська громада)
Миха́йлівка — село в Україні, у Валківській міській громаді Богодухівського району Харківської області. Населення становить 27 осіб. До 2020 орган місцевого самоврядування — Мельниківська сільська рада.

## Географія
Село Михайлівка знаходиться на правому березі річки Орчик, трохи вище за течією від місця впадання в неї річки Грушева. На річці гребля, яка утворює Михайлівське водосховище (~ 70 га).
Частина села раніше називалася Остапенків.

## Історія
Дата першої згадки - 1753 рік. 
За даними на 1864 рік у власницькому селі Валківського повіту Харківської губернії мешкало 266 особи (134 чоловічої статі та 132 — жіночої), налічувалось 50 дворових господарств, існували православна церква та винокурний завод.
Станом на 1885 рік у колишньому власницькому селі Микільсько-Очеретівської волості мешкало 354 особи, налічувалось 64 дворових господарства, існували православна церква й цегельний завод.
12 червня 2020 року, розпорядженням Кабінету Міністрів України № 725-р «Про визначення адміністративних центрів та затвердження територій територіальних громад Харківської області», увійшло до складу Валківської міської громади.
19 липня 2020 року, в результаті адміністративно-територіальної реформи та ліквідації Валківського району, село увійшло до складу Богодухівського району.

## Відомі особистості
В поселенні народився:
- Гундер Олександр Йосипович (1886—1941) — український та радянський хімік.